# Ernest Vandiver
Samuel Ernest Vandiver Jr. (Canon, 3 luglio 1918 – Lavonia, 21 gennaio 2005) è stato un politico e generale statunitense.

## Biografia
Laureatosi in legge all'Università della Georgia, sposò Sybil Russell, nipote del governatore della Georgia Richard B. Russell, dalla quale ebbe tre figli: Samuel Ernest III, Vanna e Jane; quest'ultima ha seguito la carriera politica del padre, venendo eletta a sua volta nelle file del Partito Democratico georgiano.
Pilota di bombardiere durante la seconda guerra mondiale, rientrato negli Stati Uniti divenne sindaco di Lavonia, sua città d'origine. Nel 1948 fu nominato aiutante generale della Guardia Nazionale georgiana da Herman Talmadge, di cui era sostenitore, mentre nel 1954 venne scelto da Marvin Griffin come proprio vicegovernatore.
Nel 1958 venne eletto nuovo governatore della Georgia, e durante il suo mandato riammodernò l'amministrazione statale. Nonostante fosse favorevole alla segregazione razziale, fu durante il suo governo che il movimento per i diritti civili degli afroamericani  cominciò a riscuotere sempre più successo: la segregazione sistematica nel sistema scolastico statale cominciò a venire meno anche grazie alle pressioni da parte del governo federale, che minacciava di delegittimare tutti gli istituti di ogni ordine e grado della Georgia, e man mano le scuole georgiane divennero a maggioranza miste. Come il predecessore Griffin anche Vandiver, pur avendo fatto concessioni minime sui diritti civili, venne rigettato dall'elettorato ultra-conservatore e suprematista della Georgia, e non venne rieletto per un secondo mandato.
Favorito per diventare nuovamente governatore alle elezioni del 1966, si ritirò a campagna in corso per aver subito un attacco cardiaco. Cercò di essere eletto al Senato degli Stati Uniti nel 1972, ma senza successo. Dopo gli ultimi smacchi in politica si ritirò nella nativa Lavonia, dove si diede all'agricoltura, morendo nel 2005.